# Gare centrale de Trollhättan
La gare centrale de Trollhättan (suédois:  Trollhättans Centralstation) est une gare ferroviaire suédoise à Trollhättan. Elle se trouve à 10 minutes à pied du centre de la ville .

## Histoire et patrimoine ferroviaire
La ville de Trollhättan est une ville maritime jusqu’à l’arrivée du chemin de fer dans les années 1870. Jernhusen est propriétaire de la gare, qui sert de centre de voyage  depuis la fin des années 1990 .
La gare est une œuvre d'Axel Kumlin, construite dans les années 1870s.